# Commatica eremna
Commatica eremna is een vlinder uit de familie van de tastermotten (Gelechiidae). De wetenschappelijke naam van de soort is voor het eerst geldig gepubliceerd in 1909 door Edward Meyrick.